# Noelle Pinne
Noelle Pinne (Brasília, 19 de agosto de 1955) é uma atriz brasileira.
É considerada uma das grandes musas das pornochanchadas da Boca do Lixo juntamente com Matilde Mastrangi, Vera Gimenez, Monique Lafond, Aldine Muller, Nicole Puzzi, Vera Mancini, Helena Ramos, Zaira Bueno, Rossana Ghessa e Zilda Mayo.
Estreou no cinema em 1976 no filme `Incesto`, de Fauzi Mansur.

## Filmografia
1976 - Incesto, de Fauzi Mansur
1980 - O Chapeuzinho Vermelho ... Neide 
1980 - Meu Primeiro Amante
1980 - Orgia das Taras, de Luiz Castellini ... Beti 
1980 - Tortura Cruel, de Tony Vieira
1981 - A Insaciável - Tormentos da Carne, de Waldir Kopesky
1981 - Sexo Profundo, de Waldir Kopesky
1981 - Violência na Carne, de Wilson Rodrigues
1982 - O Rei da Boca, de Clery Cunha
1982 - Perdida em Sodoma, de Nilton Nascimento
1983 - O Escândalo na Sociedade
1984 - Anúncio de Jornal, de Luiz Gonzaga dos Santos
1984 - Mulher de Proveta
1984 - Paraíso da Sacanagem, de Luiz Antônio de Oliveira
1985 - Império do Pecado, de Marcelo Motta